# Qoxmuq
Qoxmuq è un comune dell'Azerbaigian situato nel distretto di Şəki. Conta una popolazione di 4 481 abitanti.